# Romain Winding
Romain Winding (* 22. September 1951 in Bondy; † 20. Juli 2023 im Département Ardèche) war ein französischer Kameramann.
Seine Karriere beim Film begann Winding 1977 als Assistent in den Teams von Nelly Kaplan, Bernard Lutic (1943–2000), Bruno Nuytten und Jean-Louis Bertuccelli. Seine erster Film als Kameramann war der 16-mm-Kurzfilm Ne me parlez plus de l’amour (1980), Regie Sylvain Madigan (* 1954), der 1981 in Cannes für die Palme d’Or als bester Kurzfilm nominiert war. 2009 erhielt Winding auf dem Luchon International Film Festival den Preis für die beste Kameraarbeit. 2013 wurde er für den Film Leb wohl, meine Königin! mit einem César für die Beste Kamera ausgezeichnet. In seiner langen Filmkarriere hat er knapp 70 Kino- und Fernsehfilme gedreht.
Winding war Mitglied der AFC. Er war verheiratet und hatte zwei Kinder. Er starb am 20. Juli 2023 in seinem Haus im Département Ardèche im Alter von 71 Jahren.

## Filmografie (Auswahl)
- 1981: Die Frau des Fliegers oder Man kann nicht an nichts denken (La femme de l’aviateur)
- 1988: Lärm und Wut (De bruit et de fureur)
- 1989: Weiße Hochzeit (Noce blanche)
- 1990: Die Verschwiegene (La discrète)
- 1997: Hering auf der Hose (The Revengers’ Comedies)
- 1999: Meine schöne Schwiegermutter (Belle maman)
- 2004: Der Hals der Giraffe (Le cou de la girafe)
- 2007: Le Candidat
- 2009: Milch und Honig (Revivre)
- 2011: Das Schwein von Gaza (Le Cochon de Gaza)
- 2012: Leb wohl, meine Königin! (Les adieux à la reine)
- 2012: Zwischen allen Stühlen (Cherchez Hortense)
- 2013: Joséphine
- 2013: Super-Hypochonder (Supercondriaque)
- 2014: Verstehen Sie die Béliers? (La famille Bélier)
- 2015: Tagebuch einer Kammerzofe (Journal d’une femme de chambre)